# 4,4′-Diaminodifenylometan
4,4′-Diaminodifenylometan – organiczny związek chemiczny z grupy pierwszorzędowych diamin aromatycznych.
MDA jest używany jako półprodukt do produkcji metylenodifenylodiizocyjanianu (MDI), jako utwardzacz do żywic epoksydowych oraz jako półprodukt do produkcji polimerów i polikondensatów (np. nylon).